# Каховский, Борис Всеволодович
Борис Всеволодович Каховский (1871 — 1914) — русский офицер, герой русско-японской и Первой мировой войн.

## Биография
Родился 13 сентября 1871 года в семье генерал-лейтенанта Всеволода Порфирьевича Каховского. Брат — управляющий двором Его Императорского Высочества Великого князя Георгия Михайловича, полковник Георгий Всеволодович Каховский (женат на княгине Ольге Александровне Оболенской).
В 1890 году после окончания Николаевского кадетского корпуса, поступил в Пажеский корпус после окончания которого в 1892 году был произведён в подпоручики и определён в Лейб-гвардии 4-й стрелковый батальон.
В 1896 году произведён в поручики, в 1899 году командирован в распоряжение Главного управления Российского общества красного креста.
В 1900 году произведён в штабс-капитаны, в 1904 году в капитаны. Участвовал в Русско-японской войне, был контужен. Переведён в 33-й Восточно-Сибирский стрелковый полк с переименованием в подполковники, командовал батальоном.
В 1905 году за отвагу был награждён орденами Св. Станислава и Св. Анны 2-й степени с мечами.
С 1906 года назначен штаб-офицером для особых поручений при Московском генерал-губернаторе.
В 1906 году за храбрость был награждён Золотой саблей с надписью «За храбрость».
В 1907 году был пожалован орденом Святого Георгия 4-й степени:
За подвиги беззаветной храбрости, мужества и распорядительности, выказанные  15 января 1905  года при отбитии нескольких атак во время обороны деревни Хегоутай.
В 1908 году произведён в полковники.
С 1910 года назначен старшим штаб-офицером в Царицынский 146-й пехотный полк.
С 1913 года назначен командиром 144-го пехотного Каширского полка; 16 августа 1914 года 144-й пехотный полк составлял арьергард 13-го армейского корпуса и прикрывая его отход, принял бой с превосходящими силами противника в районе Меркен-Грислинен, в этом бою Б. В. Каховский погиб.
Состоял членом Историко-родословного общества в Москве (с 1901) и Общества ревнителей русского исторического просвещения (с 1903). Составил описание рода и родословное древо Каховских (см. Ф. 281 РГВИА).

## Награды
- Орден Святого Станислава 2-й степени мечами (1905 год);
- Орден Святой Анны 2-й степени с мечами (1905 год);
- Золотое оружие «За храбрость» (1906 год);
- Орден Святого Георгия 4-й степени (1907 год);
- Орден Святого Владимира 4-й степени (1911 год).